# Синдикат (Досије икс)
Синдикат представља завереничку организацију у сенци у телевизијској серији и играном филму Досије икс. Такође су били познати и као Старешине, Конзорцијум и Група. Услед њиховог прикривања ванземаљског живота, били су примарни антагонисти којима су се супротстављали Дејна Скали, Фокс Молдер, Џон Догет и Моника Рејес током серије.

## Циљеви и методе
Синдикат представља отолетворење концепта теорије завере владе у сенци и састоји се удружених утицајних владиних званичника и бизнисмена. Синдикат, који делује на највишим нивоима моћи, сакрио је од света програм неидентификоване ванземаљске врсте да колонизује и поново насели планету, као и своје планове и улог у тој будућности, за коју су сматрали да је неизбежна.
За извођење убистава, прикривања, саботажа и других пројеката за заштиту својих циљева, Синдикат је користио непознат број присталица који се обично називају Људи у црном . Људи у црном су били немилосрдни заштитници завере чије су право име, као и чланови Синдиката, били ретко, ако су икада познати. 
Многи су наводно радили за Министарство одбране САД, Централну обавештајну агенцију, Агенцију за националну безбедност, заједно са разним другим владиним агенцијама. Међу истакнутим агентима људи у црном били су X, Алекс Крајчек, Човек из групе и Квит Вили .
Вођа Синдиката био је бивши немачки индустријалац по имену Конрад Струголд, који је побегао из своје земље и преселио се у Тунис. Међутим, већина састанака Синдиката одржана је у неупадљивој згради која се налази у 46.  Западној улици у Њујорку, и није укључивала Струголда, због чињенице да би његов потенцијални улазак у Сједињене Државе могао да привуче  превише пажње због његових веза са нацистичком Немачком. Уместо тога, састанци са Струголдом су одржании у Лондону.  Могући параван за групу, о чему се говори у епизоди " Редукс 2 ", била је биотехнолошка фирма под називом Roush. Креатор серије Крис Картер наводно ие именовао компанију по ТВ критичару Мату Роушу.  Роушови објекти су коришћени у неким експериментима са вирусом, приказаним у премијери шесте сезоне " Почетак ". 
Према Алвину Kурцвејлу, приликом инвазије ванземаљаца, која је требало да почне у децембру 2012. године, Синдикат би преузео контролу над Сједињеним Државама преко Федералне агенције за управљање ванредним ситуацијама (ФЕМА), која је имала овлашћење да суспендује уставну владу након проглашења национална ванредне ситуације. 

## Историја

### Рани почетак
Синдикат је непосредно након завршетка Другог светског рата, након инцидента у Розвелу 1947, када су немачки научници доведени у Сједињене Државе да раде на развоју хибрида ванземаљаца и човека. Алвин Курцвејл је испричао да су он и Бил Мулдоер као младићи у војсци, били регрутовани за пројекат за који им је речено да се бави биолошким ратомањем.  Дубоко грло је тврдио да је све почело након Розвеча, када је ултратајна конференција моћних личности у Сједињеним Државама, Совјетском Савезу, Уједињеном Краљевству, Кини, Француској, Западној Немачкој и Источној Немачкој, потписала уговор да ако се ванземаљска летелица сруши на Земљу, а ванземаљци у њој преживе, држава на чијој се територији то деси буде одговорна за њихову тренутну елиминацију. 
Група која ће касније постати Синдикат постојала је још 1952. године као тајна група у оквиру Стејт департмента. Њихове активности су укључивале експериментисање са ксенотрансплантацијом,  довођење бивших нацистичких научника у Сједињене Државе после Другог светског рата  и прикривање црног уља откривеног у броду Пајпер Мару 1953. године. 
Чланови Синдиката у оквиру Стејт департмента званично су прекинули везе са владом Сједињених Држава 1973. године. Међутим, неки од њих су наставили да раде у оквиру Стејт департмента. Дана 13. октобра исте године., Синдикат је формално склопио савез са ванземаљским колонистима у ваздухопловној бази Ел Рико. Пушач  је лично поклонио ванземаљцима пресавијену америчку заставу, симболизујући њихову предају супериорној међугалактичкој сили. Синдикат је тада започео свој рад на пројекту, који би представљао огроман напор у стварању ванземаљско- људског хибрида који би служио ванземаљцима као раса робова након колонизације. Да би омогућили Синдикату да развије хибрид, колонисти су им обезбедиливанземаљски фетус из којег могу да извуку ДНК и започну истраживање. Међутим, ванземаљци су за размену захтевали узорке људске ДНК. Чланови Синдиката предали су своје најмилије ванземаљцима у склопу размене. Пушач је предао своју жену Касандру Спендер, а Бил Молдер је невољно предао своју ћерку Саманту. 
До 22. марта 1993. Синдикат је користио огромно складиште у Пентагону, где су држани сви докази о постојању ванземаљаца. Пушач је у складиште ставио и имплантат, који су Мулдер и Скали пронашли у њиховом првом заједничком случају. Како су Молдер и Скали касније сазнали, тада су учињени и други напори да се уклоне њихови пронађени докази, укључујући нестанак папирологије, као што је досије о Билију Мајлсу, који су агенти предали канцеларији окружног тужиоца у округу Рејмон, Орегон. 

### Уништење
1998. Синдикат је сазнао за побуњеничку фракцију међу ванземаљцима која се бори против колонизације Земље. Први инцидент са побуњеницима на Земљи догодио се у Казахстану, где су десетине људи предвиђених за предају ванземаљцима пронађени спаљени. Инцидент је убрзо заташкан. Убрзо након тога, знатан број претходно отетх људи је позван на планину преко својих менталних импланата. Ванземаљски побуњеници су поново напали и спалили читаву групу.  Побуњеници су идентификовани као безлични — са зашивеним отворима на лицу да би се спречила инфекција црним уљем, ово је била карактеристика која их је издвојила као побуњеничке снаге.  Следеће године, побуњеници су направили свој најхрабријии најразорнији потез. Изван Вашингтона су напали су вагон у којем је група лекара, чланова Синдиката, предвођена Јуџином Опеншоом , експериментисала на Касандри Спендер, првом успешном хибриду ванземаљаца и човека. Побуњеници су спалили лекаре, али су Касандру оставили живу да би Пројекат био откривен и потом уништен. Убрзо, један од побуњеника је убио једног од старешина и преузео његов положај на састанцима Синдиката; међутим, Пушач је то открио и натерао је групу да престане да се састаје. 
Пушач је контактирао свог сина Џефрија Спендера и наредио му да убије побуњеника који се представљао као поменути старешина. Међутим, Спендер у томе не успева, а Алекс Крајчек успешно извршава атентат. Спендер тада схвата обим завере коју спроводи његов отац и обећава своју подршку Фоксу Молдеру. Пошто су их побуњеници присилили, Синдикат враћа Касандру Спендер и припрема се да је представи ванземаљцима како би колонизација могла да почне. Међутим, побуњеници се изненада појављују и спаљују целу групу високорангираних чланова Синдиката, што резултира уништењем истог. 

### Наслеђе
Касније, током 1999. године, Скали упита Молдера чему још може да се нада да уради или пронађе, након што је урадио и открио толико тога, као што је разоткривање завере људи који су радили експерименте на људима, који су сада сви мртви. Молдеров одговор је био да се и даље нада да ће пронаћи своју сестру.  Касније Молдер сања о Синдикату, у којем илузорна верзија Пушача тврди да је његова група „учинила да читаве културе нестану”. 
У стварности, Пушач цигарета је наставио да ради на Пројекту са групом мушкараца који су одржали конференцију о колонизацији 1999.  Пушач је такође наставио да ради са својим лекарима, који су били свесни рада Синдиката на стварању хибрида човека и ванземаљаца и покушали су да наставе овај посао.  Пушач се појављује и у " Биогенези ", где се састаје са групом мушкараца, од којих су неки у војним униформама, где говоре о некој врсти катастрофе и њеном "обуздавању".  Вероватно говоре о колонизацији, а овај скуп људи може бити део намере Пушача, откривених у „ Реквијему“, да покуша да обнови заверу. 
У осмој сезони, докторка Лизи Гил је признала Молдеру, помоћнику директора Волтеру Скинеру и специјалном агенту Џону Догету да су она и њене колеге последњих десет година радиле на стварању хибрида човека и ванземаљца . Према њеним речима, рад је првобитно финансирала група владиних људи, али је настављен и након њихове смрти. Гилине колеге су у то чинили доктори Паренти, Лев и Дафи Хаскел, али их све убија супер војник Били Мајлс. 
Пошто је Синдикат елиминисан, вакуум моћи је у у деветој сезони попуњен од стране нове организације налик влади. Ова организација је укључивала чланове као што су Човек чачкалица,  Џин Крејн и Ноул Рорер. Сви чланови који су откривени гледаоцима у серији били су супер војници, људи са надљудским способностима - са изузетком Алекса Крајчека, који је убијен у " Постојању".  Током финала сезоне, "Истине " ова неименована организација затвара канцеларију Досијеа икс у Федералном истражном бироу  Молдер је од тада у бекству,  све док његове кривичне пријаве нису укинуте 2008. (Досијеи икс: Желим да верујем).  У премијери једанаесте сезоне " Моја борба 3", Молдер је срео господина И. и његову саучесницу Ерику Прајс, они тврде да су бивши чланови Синдиката са сопственим планом који укључује колонизацију свемира и симулирану стварност.

## Људи у црном
Људи у црном је незванични назив групе запослених у Синдикату, задужених за извршавање прљавих послова везаних за заверу. Већина њих су бивши војници, високо обучене и лојалне убице, које су, као параван, радиле у владиним агенцијама као што су Федерални истражни биро, Министарство одбране и Национална безбедносна агенција.
Људи у црном су аналози ванземаљским ловцима на главе које запошљавају колонисти. Људи у црном, међутим, нису били тако поуздани као ловци на главе и иако су се користили у почетку, способнији ванземаљски ловци на главе су били потребни да изврше теже задатке. Синдикат би користио ловце на главе само када би то било апсолутно неопходно, због ризика од њиховог излагања јавности.